# スタディオ・レンツォ・バルベラ
スタディオ・レンツォ・バルベラ（Stadio Renzo Barbera）は、イタリア・パレルモにあるスタジアム。パレルモFCのホームスタジアムとなっている。

## 概要
1990 FIFAワールドカップ開催のために1989年に観客席の増設などの改築が施された。
1932年の開場から名前が何度か変わっている。
最初の名前はスタディオ・リットリオ（Stadio Littorio）である。この名前は当時のファシズムに敬意を表す意で付けられ、1936年まで使われた。
1936年にスタディオ・ミケーレ・マッローネ（Stadio Michele Marrone）に変更された。これはスペイン内戦を戦った軍人の名前を冠せたものである。
そして、第二次世界大戦後にフェルディナンド1世の名前からスタディオ・ラ・ファヴォリータ（Stadio La Favorita）に変更された。この名前は2002年まで使われた。
2002年9月18日、チームの元会長レンツォ・バルベラの名前を冠せてスタディオ・レンツォ・バルベラ（Stadio Renzo Barbera）となった。